# Zelote: A Vida e os Tempos de Jesus de Nazaré
Zelota: a Vida e a época de Jesus de Nazaré é um livro do escritor e estudioso iraniano-americano Reza Aslan. A obra oferece uma análise histórica da vida de Jesus, examinando tanto as interpretações religiosas sobre Cristo quanto a formação do Cristianismo. Reconhecido como um best-seller pelo New York Times, o livro apresenta a tese de que Jesus era um figura judaica de caráter político, rebelde e escatológico, cuja mensagem sobre o advento do reino de Deus constituía um apelo à transformação do regime político vigente, à resistência à dominação romana na Judeia e à contestação do sacerdócio aristocrático, tido como corrupto e opressivo.

## Recepção
Dale Martin, o professor de estudos religiosos na Universidade Yale e especializado no Novo Testamento e nas origens do Cristianismo, escreve no The New York Times que embora Aslan não seja um estudioso do Cristianismo antigo e não apresente "inovações ou estudos originais", o livro é envolvente e representa "uma apresentação séria de um retrato plausível da vida de Jesus de Nazaré". Ele critica Aslan, que segue o padre anglicano e historiador S. G. F. Brandon em sua tese geral, assim como em muitos detalhes, por uma apropriação que deveria ter sido melhor reconhecida ("Mr. Brandon recebe apenas uma menção superficial nas notas."); e por apresentar o Cristianismo primitivo como simplesmente dividido em uma forma helenística e paulina, por um lado, e uma forma judaica e jamesiana, por outro. Martin diz que isso repete o estudo alemão do século XIX, que agora é amplamente rejeitado. Ele também afirma que estudos recentes rejeitaram a visão de Aslan de que seria implausível que qualquer homem como Jesus em sua época e lugar estivesse solteiro ou pudesse ser apresentado como um "messias divino". Apesar de suas críticas, Martin elogia Zealot por manter um bom ritmo, explicações simples para questões complicadas e notas para verificar as fontes.
Elizabeth Castelli, a professora de religião no Barnard College e especialista em estudos bíblicos e cristianismo primitivo, escrevendo na The Nation, argumentou que Aslan em grande parte ignora as descobertas nos estudos textuais do Novo Testamento e confia muito em uma seleção de textos, como os de Flávio Josefo, aceitando-os mais ou menos como verdadeiros (o que nenhum estudioso do período faria).
Craig A. Evans, estudioso evangélico e professor no Acadia Divinity College, escrevendo para aChristianity Today, afirma que Aslan cometeu muitos erros básicos em geografia, história e interpretação do Novo Testamento. Ele afirmou que o livro "se baseia em uma tese desatualizada e desacreditada", falha consistentemente em dialogar com o conhecimento acadêmico relevante e está "repleto de afirmações questionáveis". 
O historiador Bart D. Ehrman afirma que, embora Aslan possa não estar ciente disso, seu argumento básico na verdade remonta à década de 1770 e foi apresentado pela primeira vez em um livro escrito por Hermann Samuel Reimarus, um dos primeiros estudiosos bíblicos modernos. Observando a posição de Aslan como professor de redação criativa, Ehrman comenta que o livro é bem escrito, mas "não acho que seja confiável como relato histórico." 